# Gembrie
Gembrie é uma comuna francesa na região administrativa de Occitânia, no departamento dos Altos Pirenéus. Estende-se por uma área de 1,00 km². Em 2010 a comuna tinha 86 habitantes (densidade: 86 hab./km²).